# Pluméliau-Bieuzy
Pluméliau-Bieuzy é uma comuna francesa na região administrativa da Bretanha, no departamento de Morbihan. Estende-se por uma área de 86.70 km². Em 2010 a comuna tinha 2 244 habitantes (densidade: 25,9 hab./km²).
Foi criada em 1 de janeiro de 2019, após a fusão das antigas comunas de Pluméliau (sede da comuna) e Bieuzy.